# Shag Point (Südgeorgien)
Der Shag Point ist eine Landspitze an Nordküste Südgeorgiens. In der Bay of Isles liegt sie zwischen der Camp Bay und dem Sunset-Fjord.
Wissenschaftler der britischen Discovery Investigations nahmen 1929 eine Kartierung und die Benennung vor. Namensgeber ist die hier ansässige Blauaugenscharbe (Phalacrocorax atriceps, englisch imperial shag). Unter diesem Namen ist sie erstmals auf einer Seekarte der britischen Admiralität aus dem Jahr 1931 verzeichnet.